# Mati, Grecia
Mati (Griego: Mάτι, significa "ojo") es un pueblo en Grecia. Su nombre proviene de Mati (una región en Albania). El pueblo está habitado por Arvanites. La ciudad está localizada en la costa este de la región Attica, 29 kilómetros (18 mi) al este de Atenas, y es un centro de vacaciones popular.

## Visión general
Mati es un destino turístico popular con varios hoteles, restaurantes de pescado, tabernas, cafeterías, bares, clubes  nocturnos, cines al aire libre, yates y playas de arena. El puerto cercano Rafina sirve como un punto de acceso al ,Mar Egeo y es frecuentemente utilizado por turistas para llegar a muchas islas de Grecia. Las montañas Penteli, las cuales están cubiertas con bosques, yacen al oeste y al noroeste. Las playas cubren la parte oriental, y los restaurantes, hoteles, y tabernas a lo largo de la costa.
Mati fue severamente golpeado por un incendio forestal el 23 de julio de 2018, el cual dejó 87 personas muertas y más de 172 heridos. Miles de vehículos y casas fueron destruidos, dejando a Mati y a los pueblos cercanos casi quemados completamente.

## Geografía
Mati yace al este de las montañas Penteli, en la Avenida Marathonas al norte de Rafina y al sur de Nea Makri.  Mati Es aproximadamente 30km (19mi)  al este del centro de Atenas.

## Carreteras y acceso al mar
La ciudad puede ser accedida a través de la Avenida Marathonos (EO54) al oeste o alternativamente por las montañas Dionissos al noroeste de Atenas.
Mati está localizado cerca del puerto de Rafina, el cual sirve como puerto local para los transbordadores vacacionales a las islas Cyclades.